# Titus van Rijn

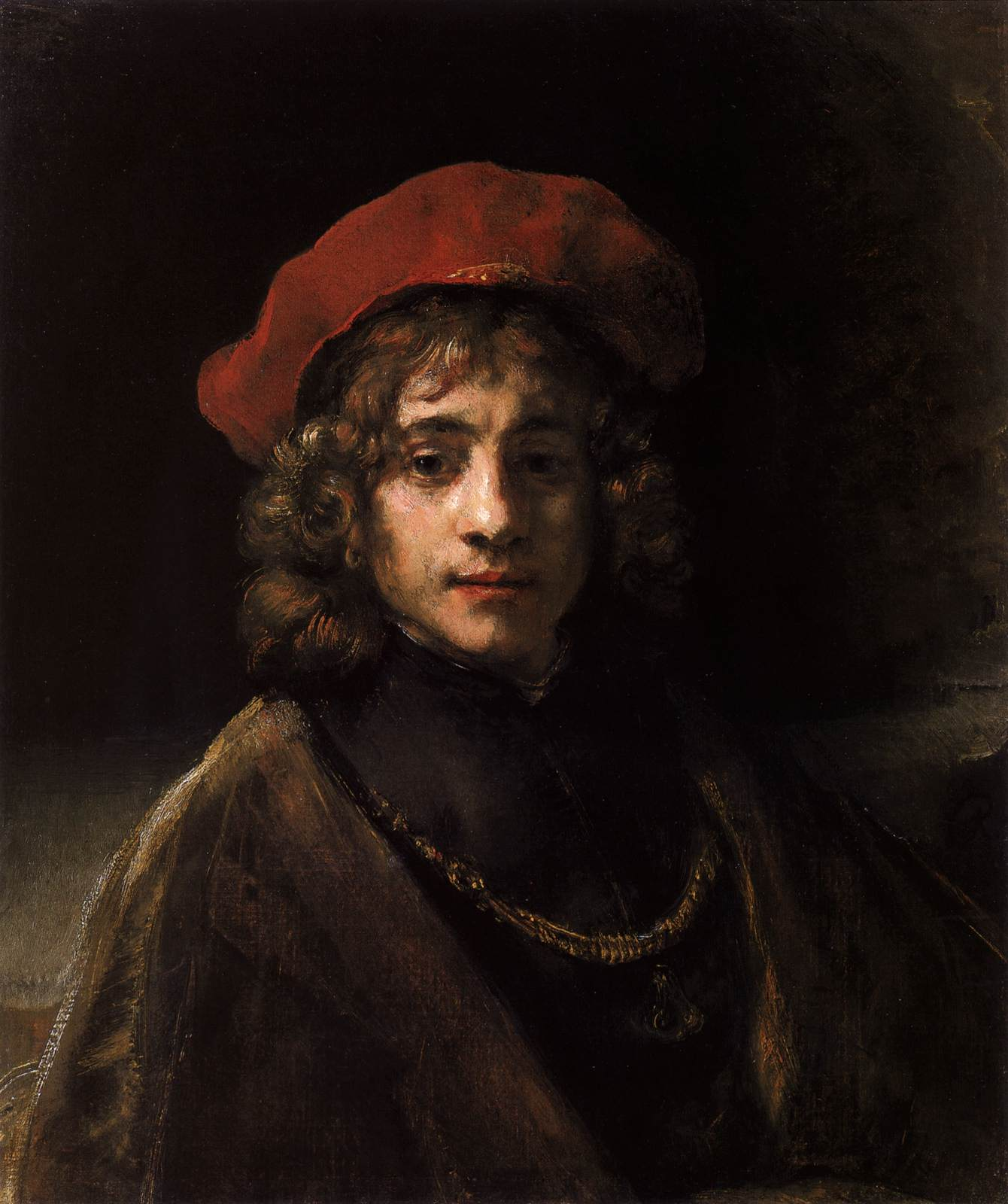
Titus van Rijn (1641–1668).
Rembrandts porträtt av sonen Titus vid 16 års ålder, cirka 1657, olja på duk, 68,5 cm x 57,3 cm. Wallace Collection, London.

Titus van Rijn, född 22 september 1641 i Amsterdam, död 4 september 1668, var det fjärde och enda överlevande barnet till den nederländske konstnären och grafikern Rembrandt Harmenszoon van Rijn och hans hustru Saskia van Uylenburgh. Titus är mest känd som en person eller modell i sin fars målningar och studier. Han poserade för sin far i många roller, bland annat som ängel, helgon, den unge Kristus och munk. Han tog konstlektioner i ung ålder och blev senare konsthandlare.

## Biografi

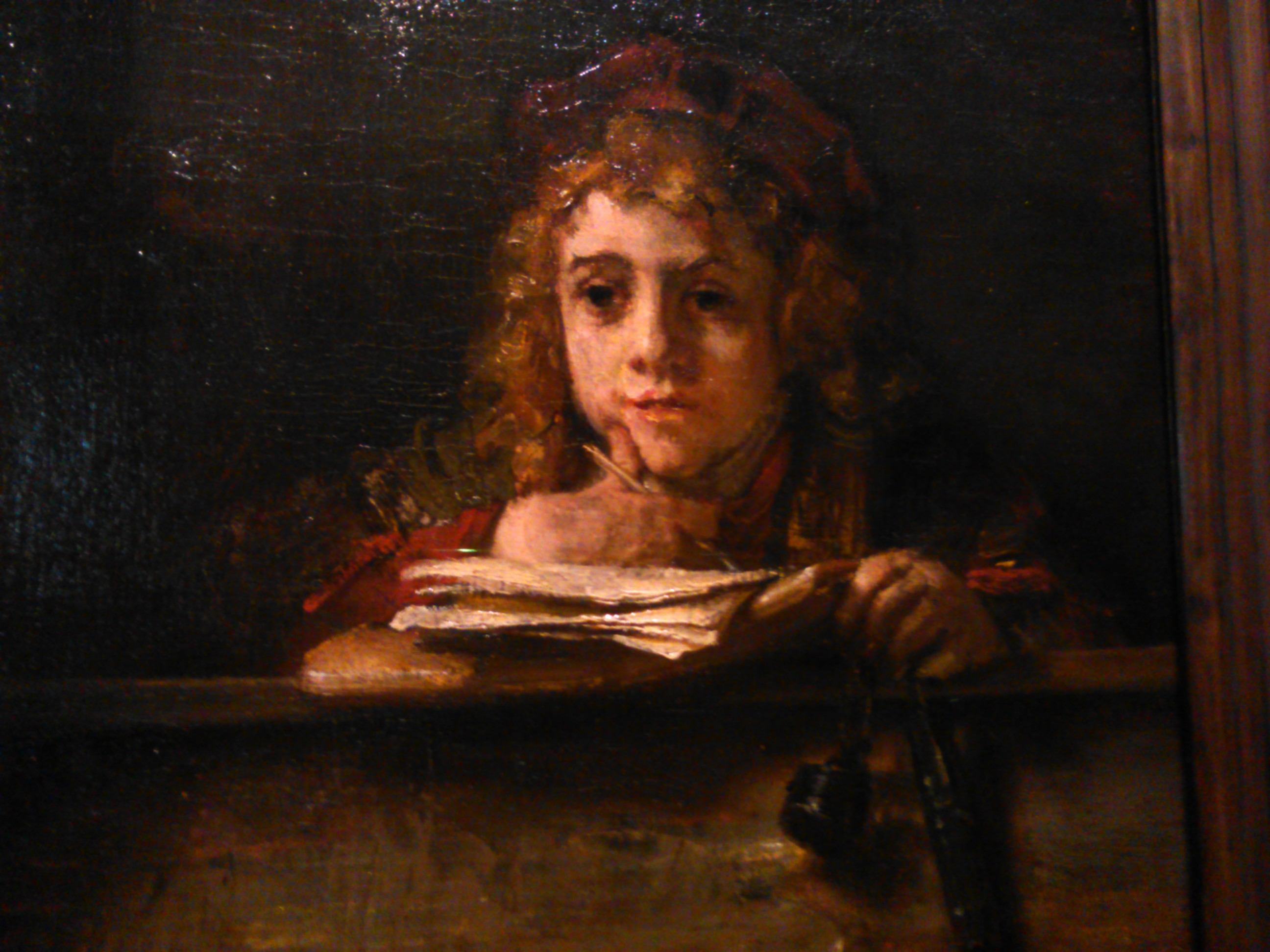
Titus vid skrivbordet vid 14 års ålder, Rembrandts oljemålning finns i Museum Boijmans Van Beuningen i Rotterdam.

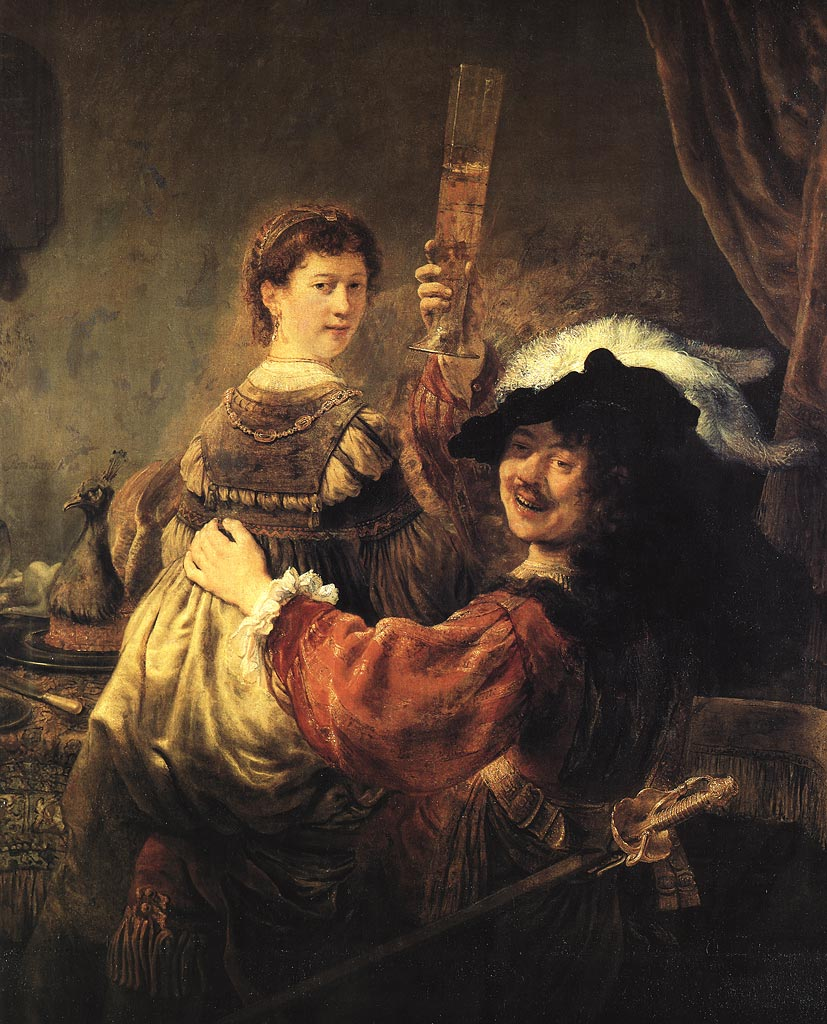
Titus föräldrar, Rembrandt och Saskia van Uylenburgh cirka 1635, Den förlorade sonen i tavernan, på en oljemålning av Rembrandt, som finns i Gemäldegalerie Alte Meister i Dresden.

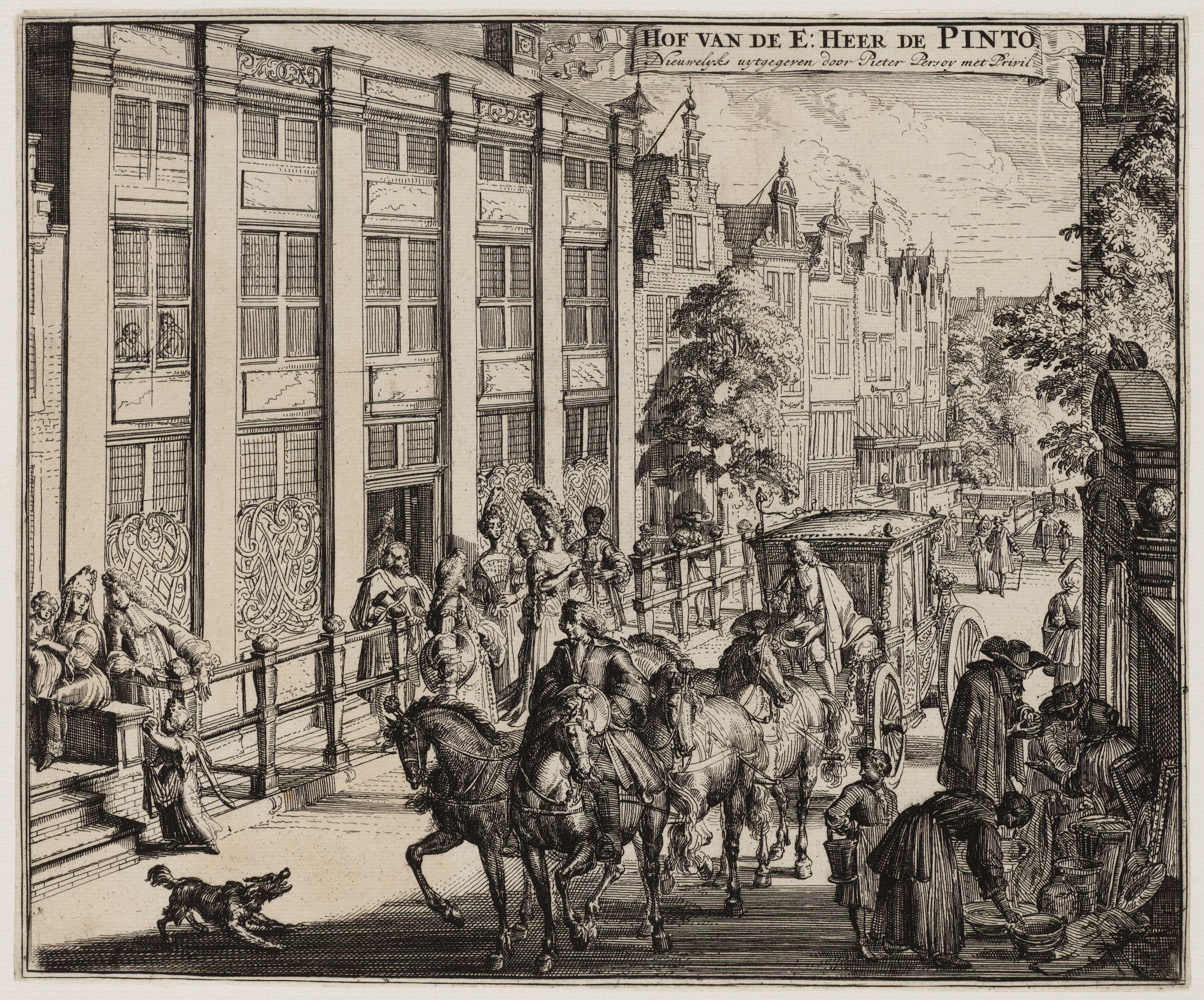
Sint Antoniesbreestraat på en gravyr från cirka 1690.

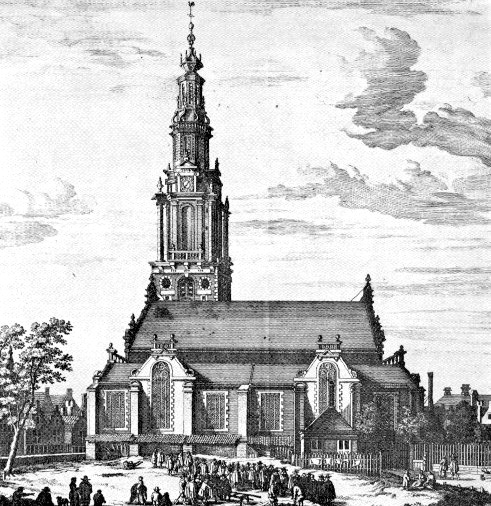
Zuiderkerk på 1600-talet.

Titus van Rijn föddes 1641 i Amsterdam, åtta år efter föräldrarnas giftermål 1634. Hans föräldrar Rembrandt och Saskia Uylenburgh hade gift sig i Sint Annaparochie i Amsterdam. Några år före giftermålet, omkring 1630, då Rembrandt var 24 år, tillkom många av de kända porträtten av honom själv och av familjen.
År 1639 fick Rembrandt råd att köpa ett stort och rymligt hus på Jodenbreestraat 4 i korsningen vid Sint Antoniesbreestraat i de eleganta delarna av Amsterdam. I januari 1639 tecknade Rembrandt avtalet för köpet av huset. I det huset skulle han verka och skapa i 20 år framåt.
Huset vid Jodenbreestraat är numera känt som Rembrandthuis eller Rembrandtmuseet och det är ett museum idag; på holländska heter det Museum Het Rembrandthuis.
När Rembrandt köpte huset började han bli känd och förmögen. Han inredde en ateljé i översta våningen, där motiven fick en naturlig belysning och där det fanns utrymme för undervisning av de många eleverna. Han själv levde med sin hustru Saskia och sonen Titus på bottenvåningen. Titus döptes i Zuiderkerk i Amsterdam.

## Titus arv efter modern

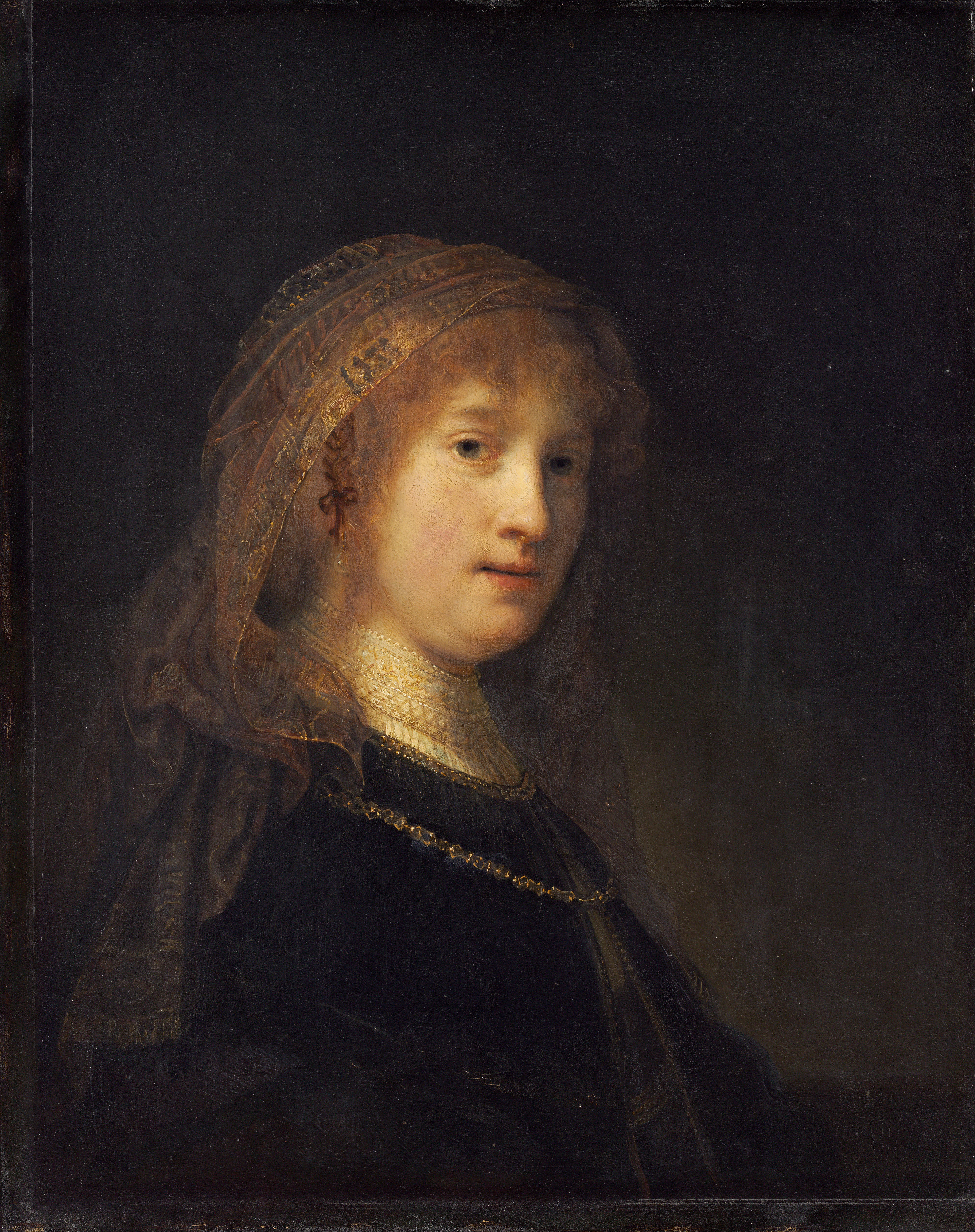
Titus mor Saskia van Uylenburgh (1612–1642), oljemålning av Rembrandt omkring 1635, påbörjad 1634/1635 och avslutad 1638/1640. National Gallery of Art, Washington D.C., USA.

Titus van Rijns mor Saskia Uylenburgh avled året efter Titus födelse. I huset, där sonen Titus växte upp, har man återskapat hemmet. Fullständiga inventarieförteckningar från konkursen fanns och förteckningarna har varit till stor hjälp vid återskapandet. Alla Rembrandts privata rum, hans ateljé och grafiska verkstad är fullt inredda. Modern Saskia avled av lungtuberkulos i samband med påfrestningarna att föda sonen Titus. Fadern var nu ensam att sköta ett litet spädbarn. Det året, 1642, stod fadern Rembrandt på höjden av sin karriär. Hans målning Nattvakten hade fått ett bejublat mottagande. Även det grafiska verket, torrnålsgravyren "Den predikande Kristus", eller Hundra-guldenbladet, fick 1643–1649 ett förnämligt mottagande. Många beundrade hans verk och kritiker och elever köpte verken till hans glädje. I sitt testamente lämnade Saskia all sin egendom till Rembrandt, men testamentet stipulerade att om han gifte om sig skulle vad som fanns kvar av arvet övergå till sonen Titus.

## Titus styvmor

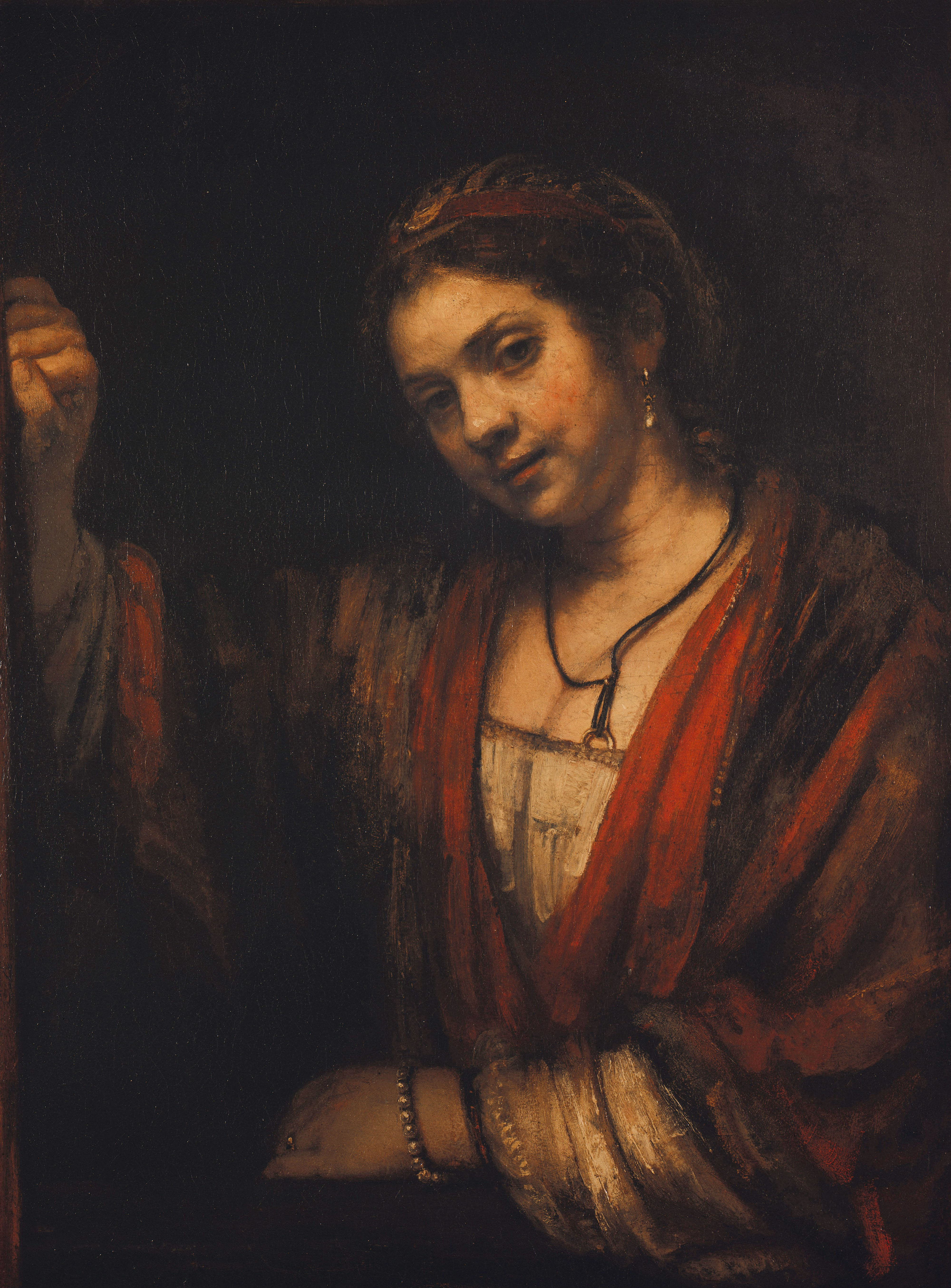
Titus styvmor Hendrickje Stoffels, oljemålning av Rembrandt omkring 1656. Gemäldegalerie Berlin.

Fadern ärvde dock en del pengar av sin hustru, men villkoret var att han inte gifte om sig. Han skaffade sig först en barnflicka, Geertje Dircx, och med henne inledde han ett förhållande, inte bara som målare-modell. Han träffade samtidigt sin unga piga Hendrickje Stoffels (1627–1663), som han förälskade sig i. Hon hade varit Saskias kammarjungfru och hon stannade kvar hos änklingen och tog hand om honom och blev snart också hans sängkamrat. Så småningom levde han i ett fast förhållande med henne. Hon födde honom en dotter, Cornelia, i oktober 1652 och i världens ögon gällde hon som hans hustru trots att Rembrandt aldrig gifte sig med henne. Rembrandt erkände barnet som sitt och ordnade med dopet i Oude Kerk. Rembrandt ville ogärna överlämna Saskias arv till Titus, som ännu bara var åtta år. Hedrickije Stoffels var en god styvmor åt Titus, som växte upp till en tilldragande yngling. Hon visade sig trofast och praktisk under de kommande bekymren i familjen. Under den här tiden skapade Rembrandt många stora mästerverk och han levde långt över sina tillgångar, bland annat genom sin samlarmani inriktad på konst och kuriosa. Till slut måste han 1656 avstå från all sin egendom för att betala skulderna. I november 1655 skrev Titus sitt testamente. I oktober 1657 återkallade Titus sina tidigare testamenten och gjorde sin halvsyster Cornelia van Rijn till sin enda arvtagare. En månad senare, i november 1657, hade Titus ändrat sig igen och skrev ett nytt testamente. På sin fars inrådan skrev Titus i testamente att hans far skulle bli ensam arvinge.

## Faderns konkurs

Fadern Rembrandt van Rijn, självporträtt omkring 1656. National Gallery of Art, Washington D.C., USA.

Fadern Rembrandt levde över sina tillgångar och till slut gick han gick i konkurs 1656 och blev tvungen att flytta till ett enklare kvarter och ett enklare hus 1660. För att skydda Titus lät Amsterdams förmyndarkammare överföra huset och tomten på honom. Ur konkursen räddades omkring 175 000 kronor åt Titus. Även under denna tid utförde Rembrandt mästerverk, bland annat Batavernas trohetsed till Claudius Civilis som målades 1661–1662. Målningen ägs idag av Konstakademien men är deponerad i Nationalmuseum i Stockholm.

## Titus van Rijns och Hendrickje Stoffels bolag

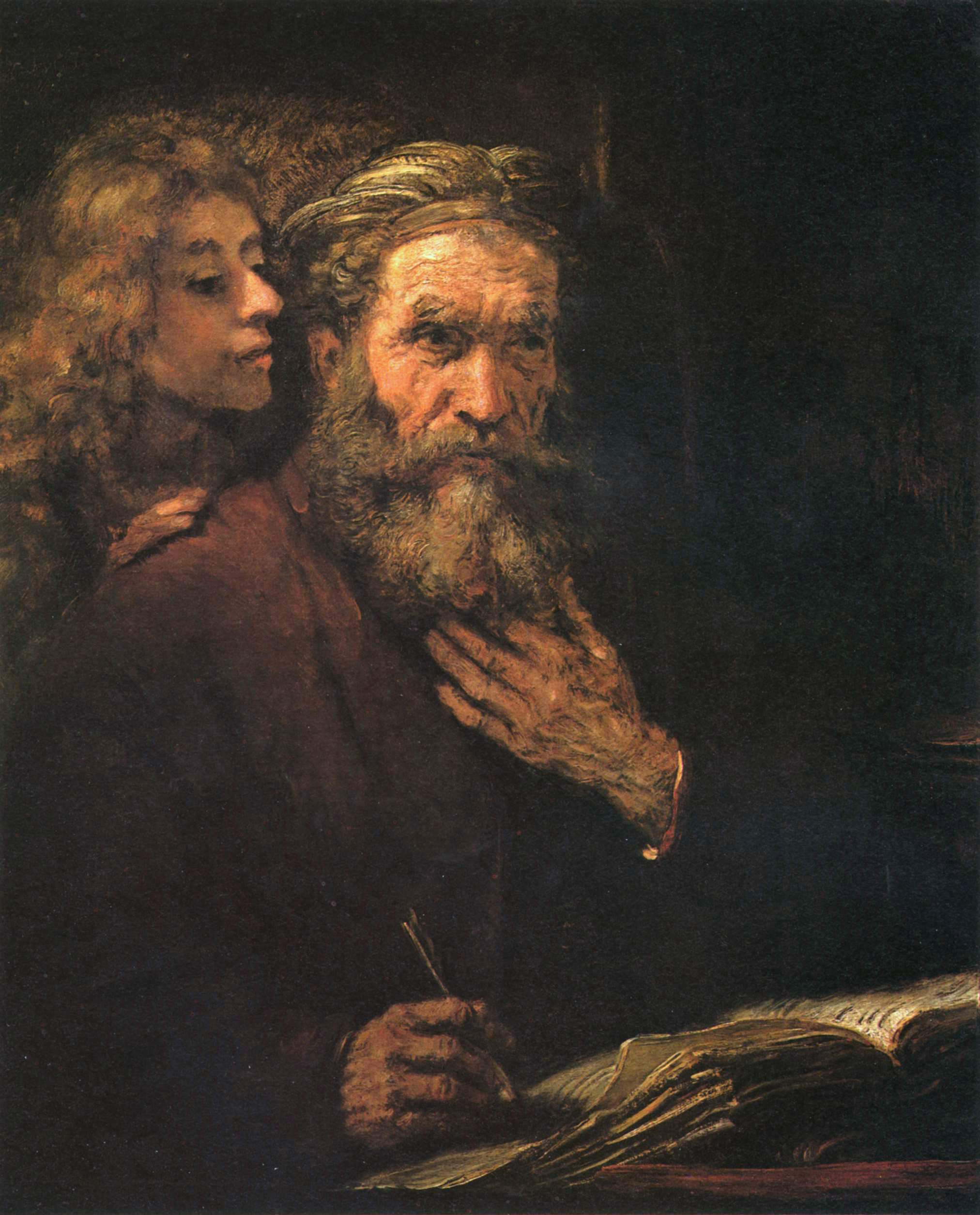
Sankt Matteus och ängeln. Ängeln är Titus 20 år gammal, olja på duk av Rembrandt 1661.

Titus skötte tillsammans med "styvmodern" Stoffels Rembrandts affärer under de senare åren av Rembrandts förhållande med Hendrickje. För att trygga Rembrandts existens bildade Titus och Hendrickje ett bolag, så att de kunde sälja hans arbeten utan att kreditorerna tog sitt. Rembrandt omhuldades kärleksfullt av Hendrickje och sonen under sina sista tio levnadsår, men hans bostad var trång och dåligt upplyst och hans hand förlorade kanske ibland något av sin forna säkerhet. Han målade sonen Titus, nu 20 år gammal i evangelisten Matteus, Sankt Matteus och ängeln 1661. Oljemålningen finns i Louvre-Lens konstmuseum i Lens, Pas-de-Calais i nordöstra Frankrike, 200 km norr om Paris. Efter Rembrandts konkurs år 1656 var det Titus och Hendrickje Stoffels, som ansvarade för Rembrandts angelägenheter. De började som konståterförsäljare och specialiserade sig på Rembrandts arbete. I november 1655 skrev Titus sitt testamente. I oktober 1657 återkallade Titus sina tidigare testamenten och gjorde sin halvsyster Cornelia van Rijn till universalarvtagare, men i november 1657 skrev Titus ett nytt testamente. På sin fars inrådan skrev Titus det nya testamentet, som gjorde att hans far skulle bli ensam arvinge efter honom. Ett senare avtal mellan Titus och Hendrickje Stoffels visar att de 1658 etablerade konsthandelsverksamhet, där Rembrandt deltog. På begäran av Titus förmyndare Louis Crayers gjorde olika personer 1659 insättningar som skulle hjälpa till att bestämma summan av Titus arvedel. I december 1660 kom Titus, biträdd av sin far, och Hendrickje Stoffels överens om att de skulle fortsätta sälja oljemålningar, teckningar, kuriosa och liknande föremål, som de redan hade påbörjat för två år sedan. De var överens om att fortsätta med det till Rembrandts död och sex år därefter.

## Titus bröllop 1668

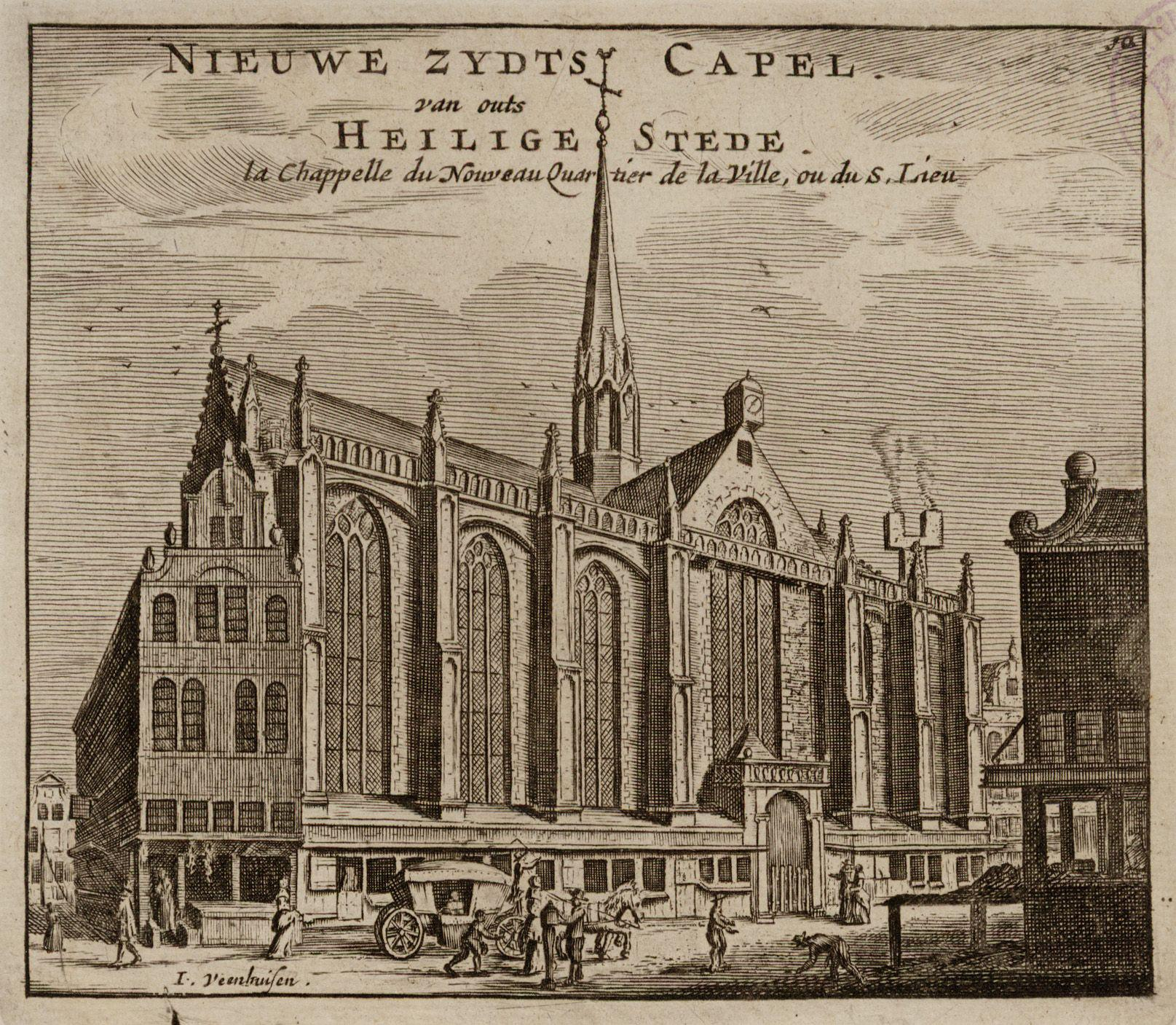
Nieuwezijds Kapel 1664–1665.

Hendrickije Stoffels dog 21 juli 1663. Nu hade Rembrandt bara sonen Titus och Hedrickijes dotter Cornelia kvar i livet och år 1668 kunde han glädja sig åt sonens bröllop.
Den 28 februari 1668 gifte sig Titus med Magdalena van Loo (1641–1669). Hennes far, Jan van Loo, var silversmed. Hennes farbror var Gerrit van Loo, som var advokat i Het Bildt i provinsen Friesland i norra Nederländerna. Paret Titus van Rijn och Magdalena van Loo bodde i Magdalenas mors hus i Singelområdet i Amsterdam som omringade staden på medeltiden. De fick en dotter, Titia (1669–1715) som döptes den 22 mars 1669 i Nieuwezijds Kapel i Amsterdam och som gifte sig 1686 med François van Bijler.

## Titus död 1668

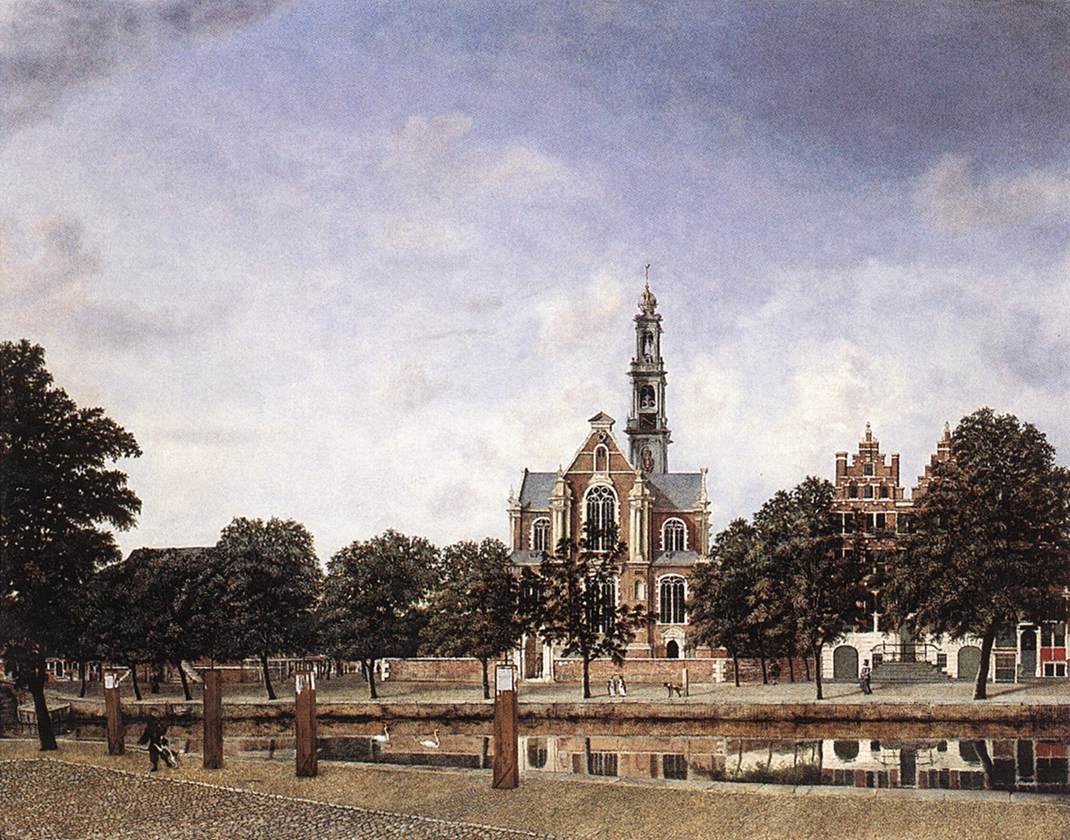
Vy över Westerkerk i Amsterdam från omkring år 1660, där Titus van Rijen är begraven. Oljemålning av Jan van der Heyden (1637–1712), National Gallery.

Titus avled vid 27 års ålder 1668 ett år före sin far. Redan samma år som bröllopet hade stått blev Titus allvarligt sjuk och han avled den 4 september 1668 av pesten, några månader innan hans enda barn Titia föddes 1669, och han begravdes i Westerkerk i Amsterdam.

## Hustrus och faderns död 1669
Efter sonen Titus död började fadern Rembrandt att förlora fotfästet i livet. Den person i familjen som då var kvar med Rembrandt var bara Hendrickijes dotter Cornelia. Titus fru Magdalena van Loo avled ett år senare, 1669. Samma år dog även hans svärmor och fadern Rembrandt som avled den 4 oktober 1669. Fadern begravdes fyra dagar senare, den 8 oktober, i Westerkerk.
Det finns en gata i Amsterdam som är uppkallad efter Titus, Titus van Rijnstraat.

## Galleri, några porträtt föreställande Titus van Rijn

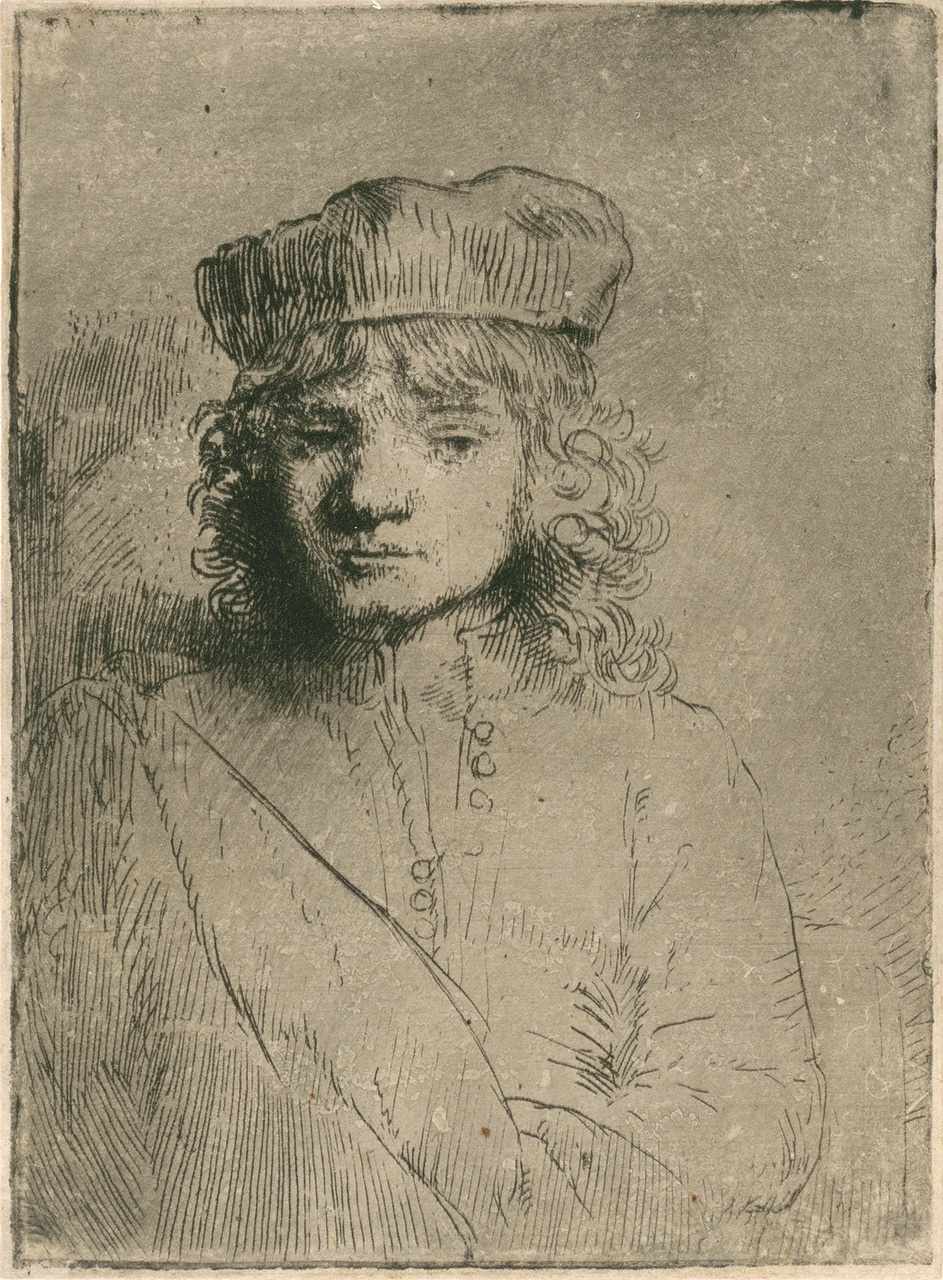
Titus van Rijn vid 13–16 års ålder, etsning på papper av Rembrandt 1654–1658. Rijksmuseum, Amsterdam.
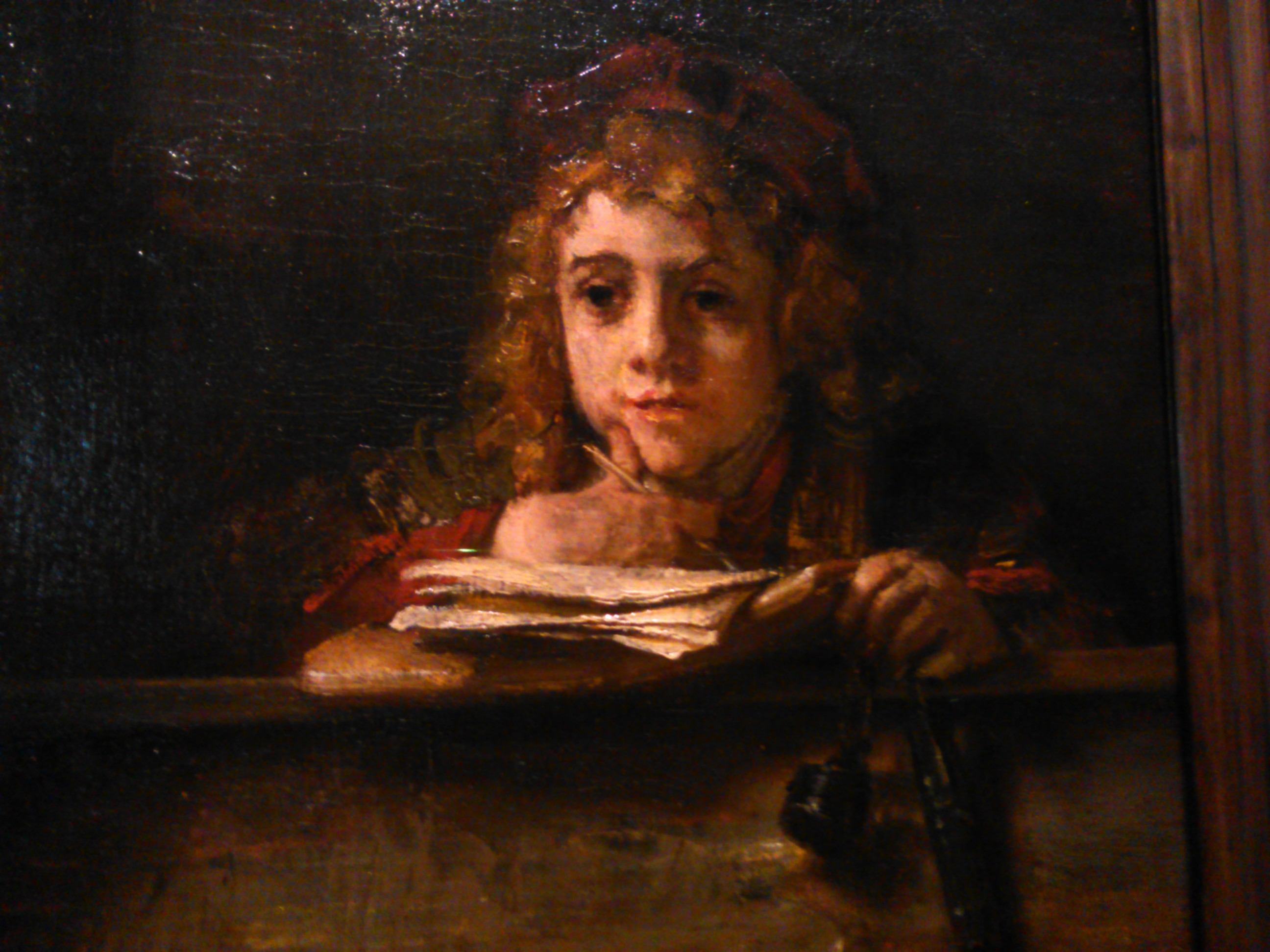
Titus van Rijn vid 14 års ålder, 1655, oljemålning av Rembrandt. Museum Boijmans van Beuningen, Rotterdam.
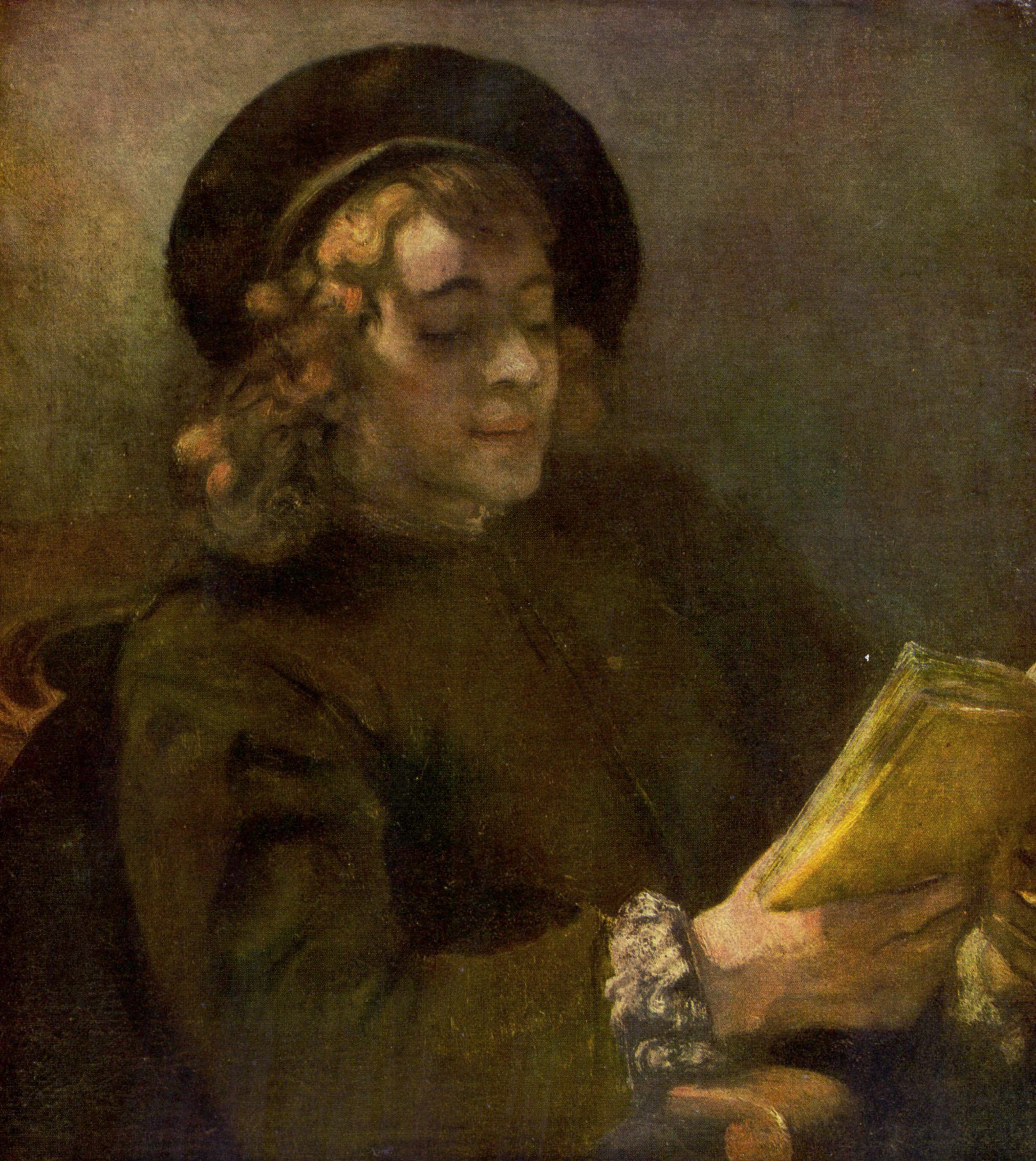
Titus van Rijn vid 15–16 års ålder, oljemålning av Rembrandt 1656–1657. Kunsthistorisches Museum, Wien.
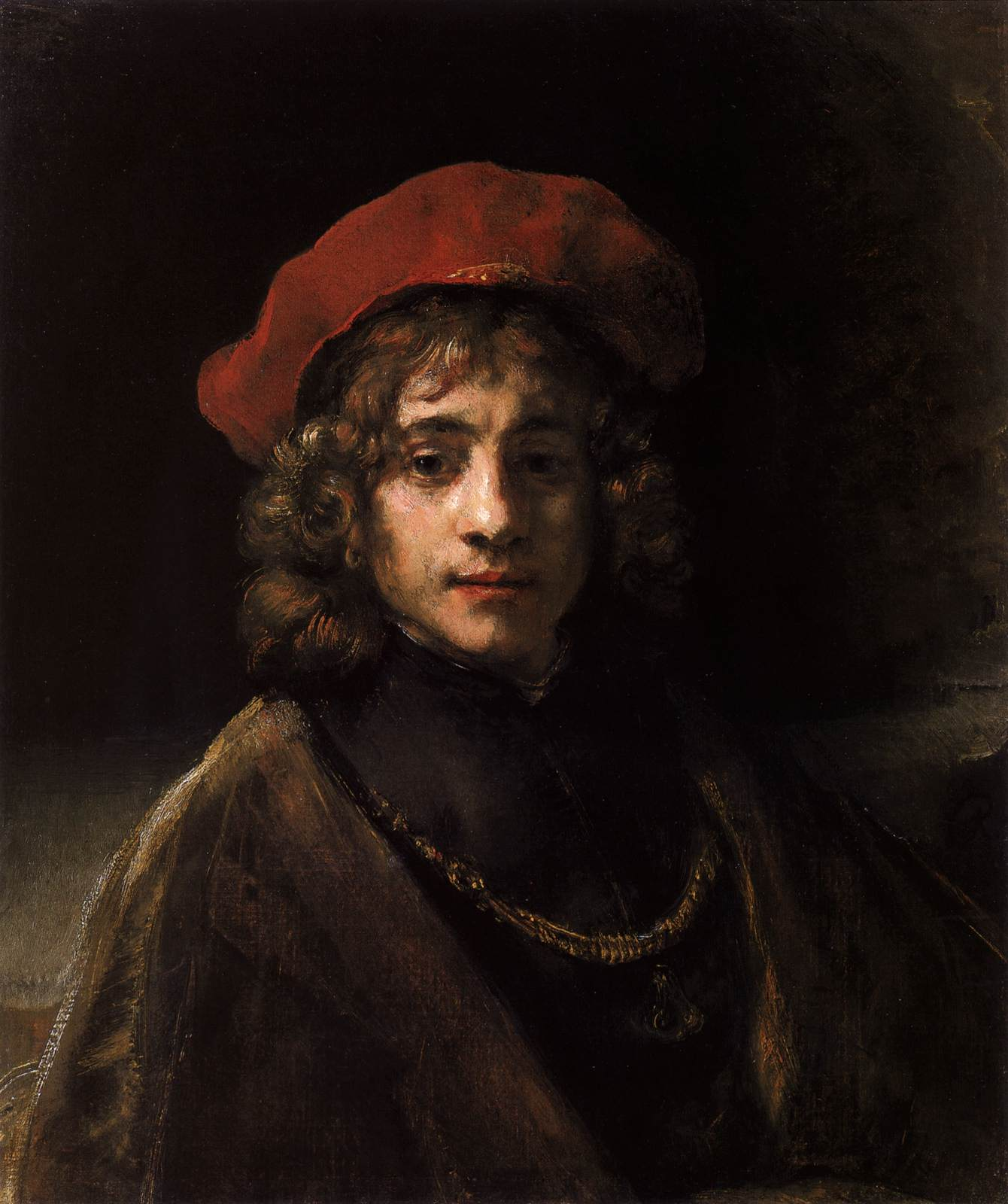
Titus van Rijn vid 16 års ålder, 1657, oljemålning av Rembrandt. Wallace Collection, London.
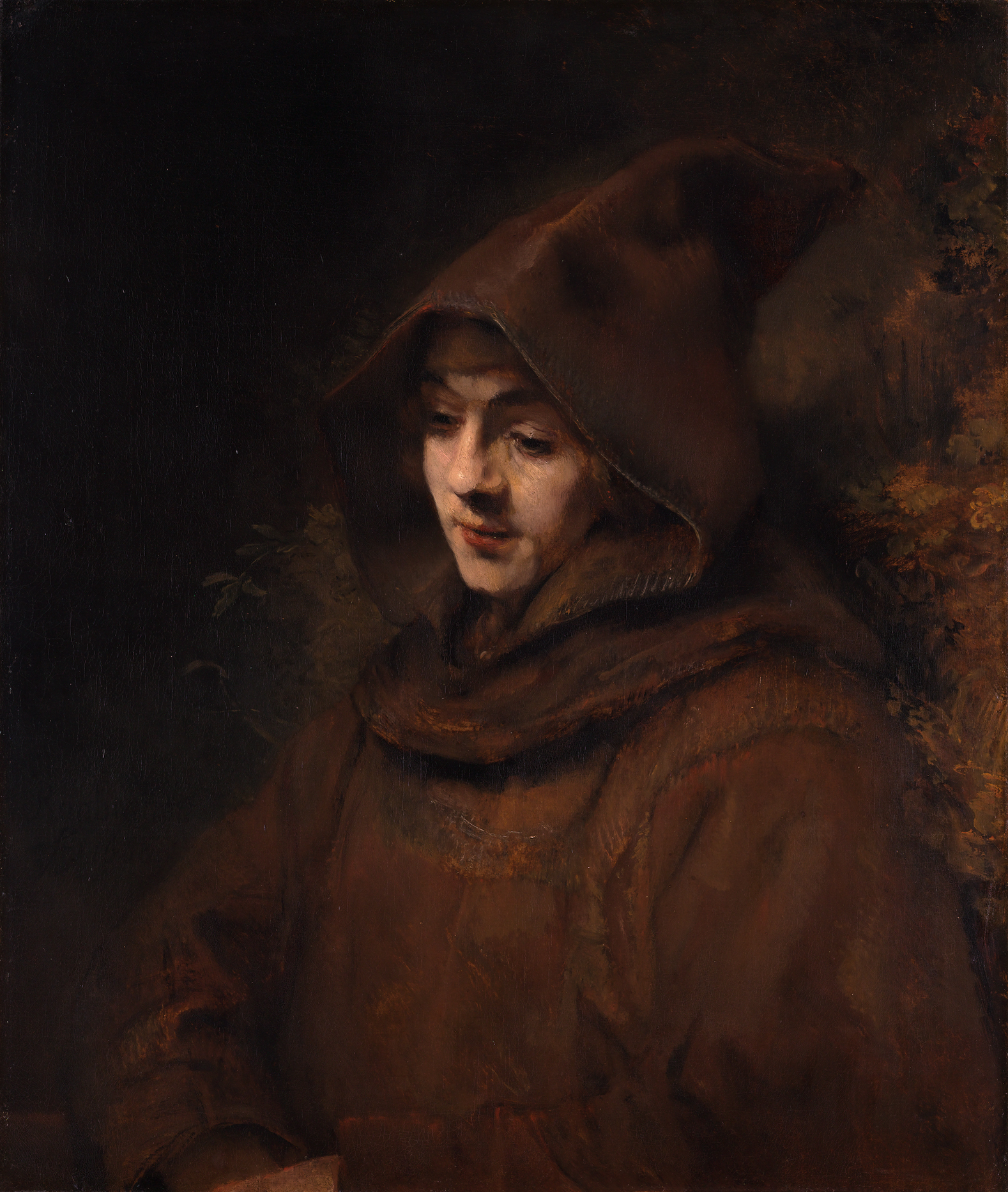
Titus van Rijn vid 19 års ålder, 1660, här utklädd till franciskanermunk ur faderns rika förråd av dräkter och accessoarer, oljemålning av Rembrandt 1660. Oljemålningen av Rembrandt finns i Hedersgalleriet, Rijksmuseum, Amsterdam.
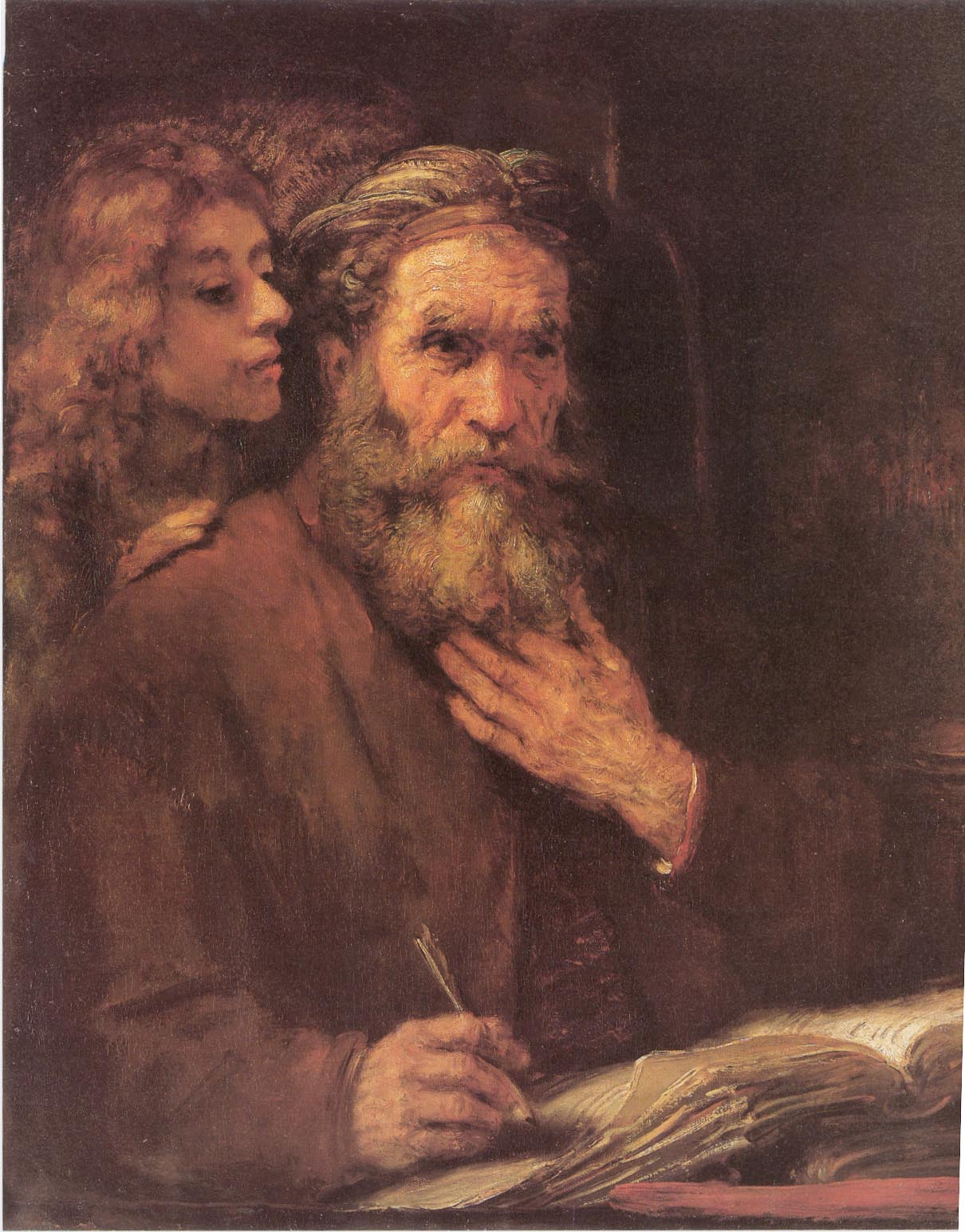
Titus van Rijn vid 20 års ålder, 1661, oljemålning av Rembrandt med Titus som Sankt Matteus och ängeln. Louvre-Lens konstmuseum i Lens, Pas-de-Calais.
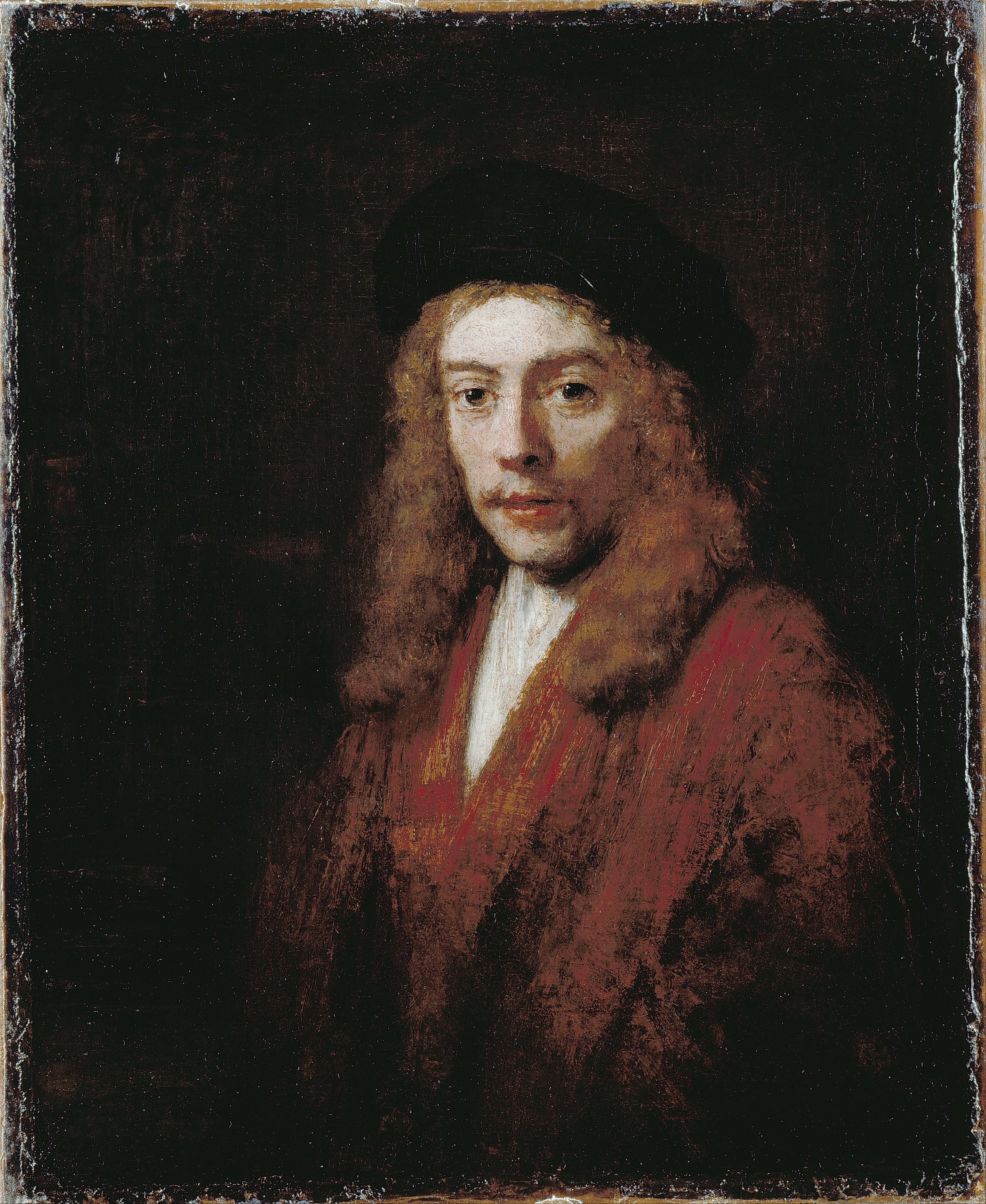
En ung man, kanske Titus van Rijn vid 22 års ålder, oljemålning attribuerad till Rembrandt 1663. Dulwich Picture Gallery i Dulwich, södra London.
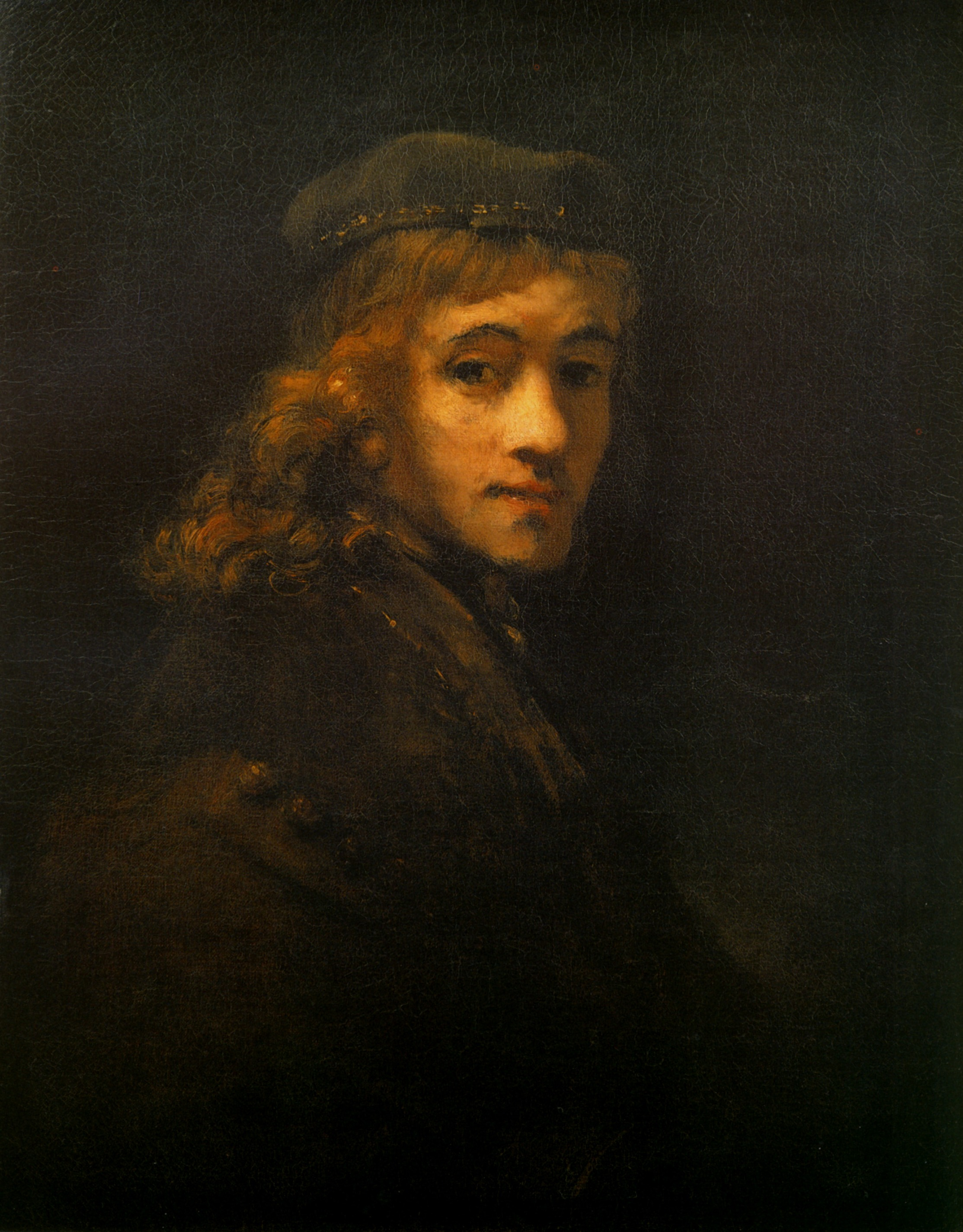
Titus van Rijn vid 27 års ålder, 1668, oljemålning av Rembrandt. Louvremuseet, Paris.

## Galleri, Rembrandts hus, där Titus van Rijn växte upp
Vy vid Nieuwmarkt ("Nymarknaden") 19-27, sett från Waag, till höger början av Sint Antonie-Breedstraat. På 1970-talet revs många byggnader på och runt torget för att göra plats åt en planerad tunnelbana och motorväg som skulle gå igenom stadsdelen Nieuwmarkt.

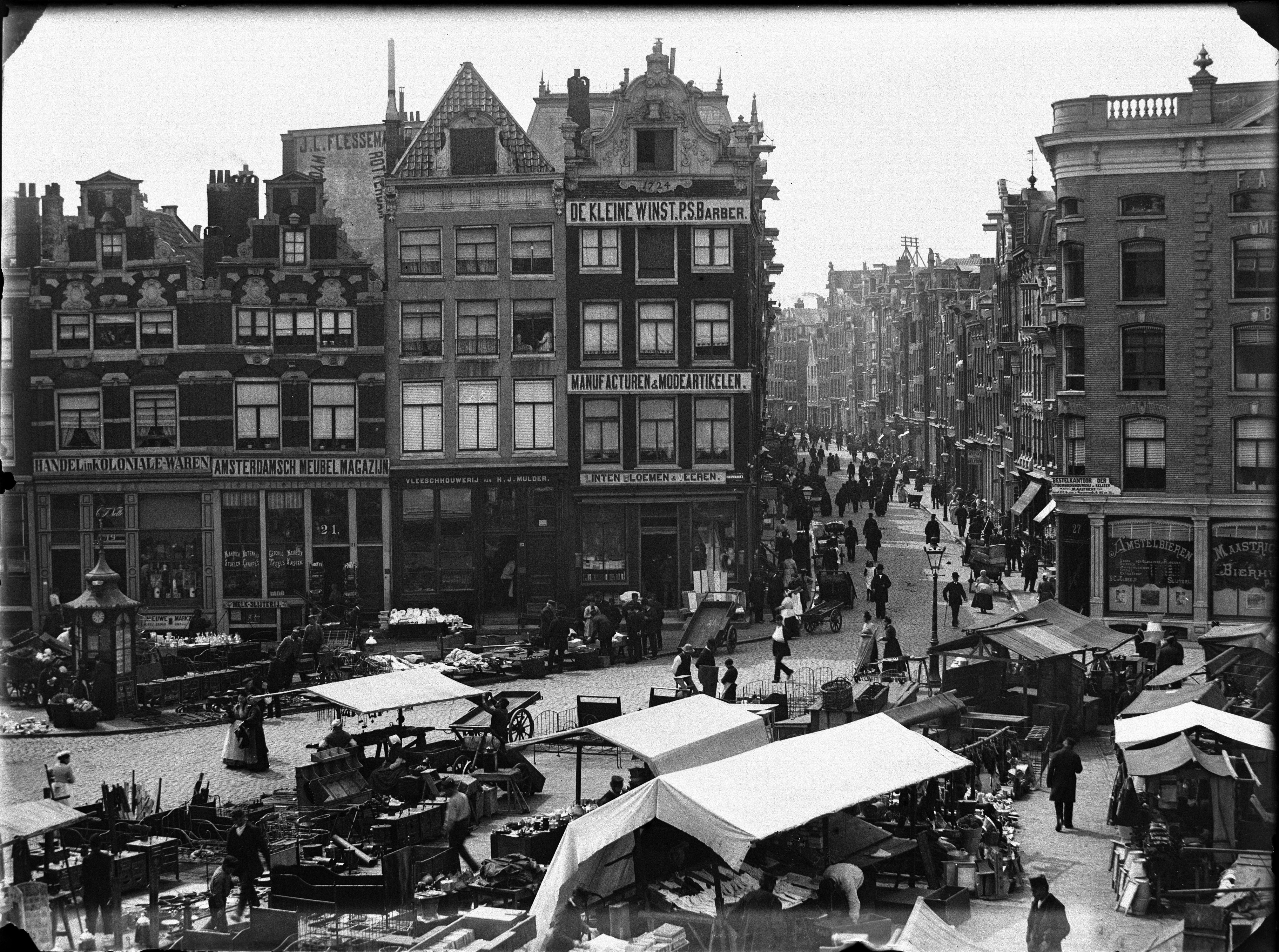
Rembrandts hus vid korsningen av Anthonie-Breedstraat och Jodenbreestraat år 1890. Vy vid Nieuwmarkt ("Nymarknaden").
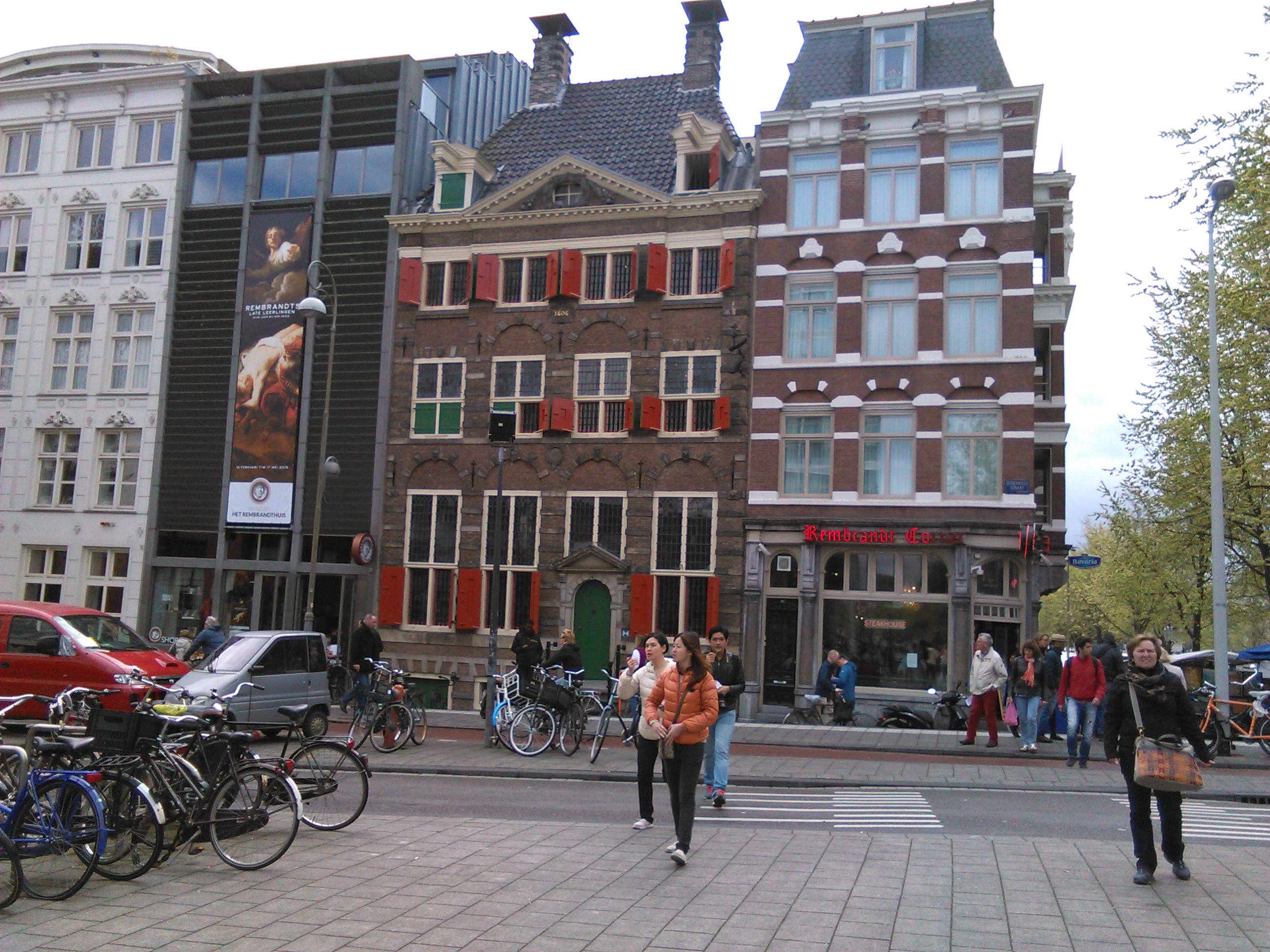
Rembrandthuis, Rembrandtmuseet på Jodenbreestraat 4 i Amsterdam, en tegelbyggnad i tre våningar och med röd fönsterluckor.
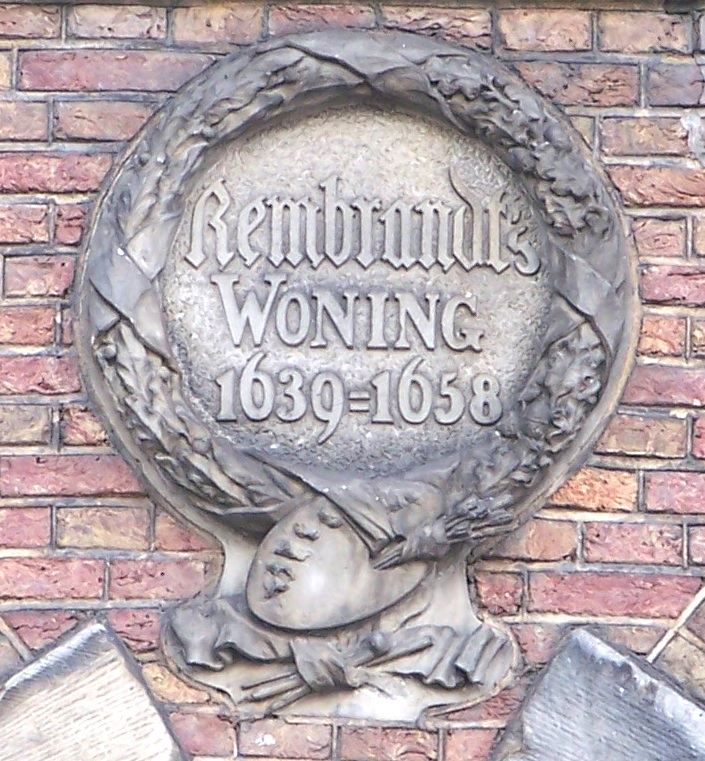
Minnesplakat på Rembrandts hus, där familjen bodde åren 1639–1658 och där sonen Titus föddes 1641.
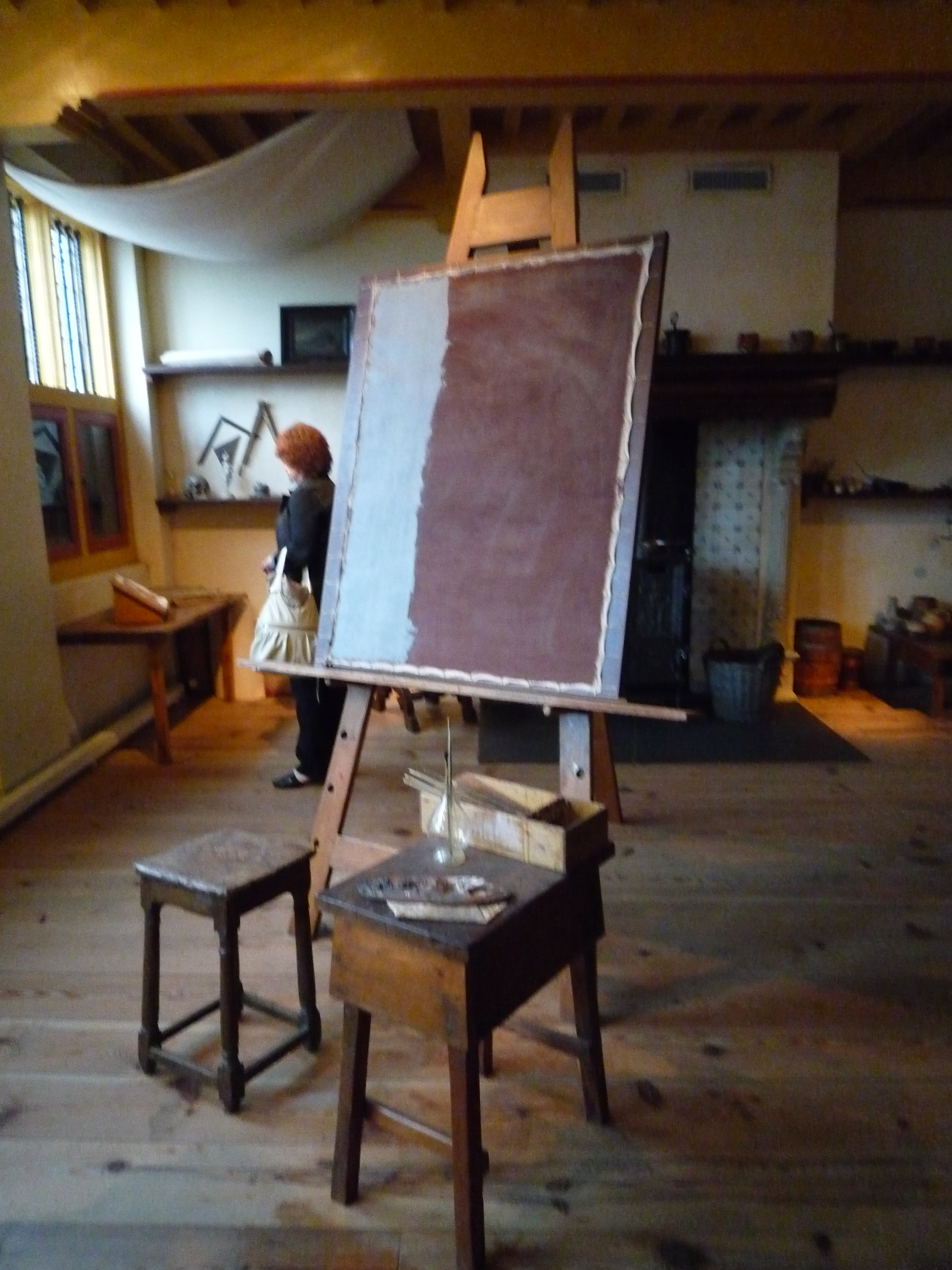
Rembrandts arbetsrum i Rembrandthuis, Rembrandtmuseet.
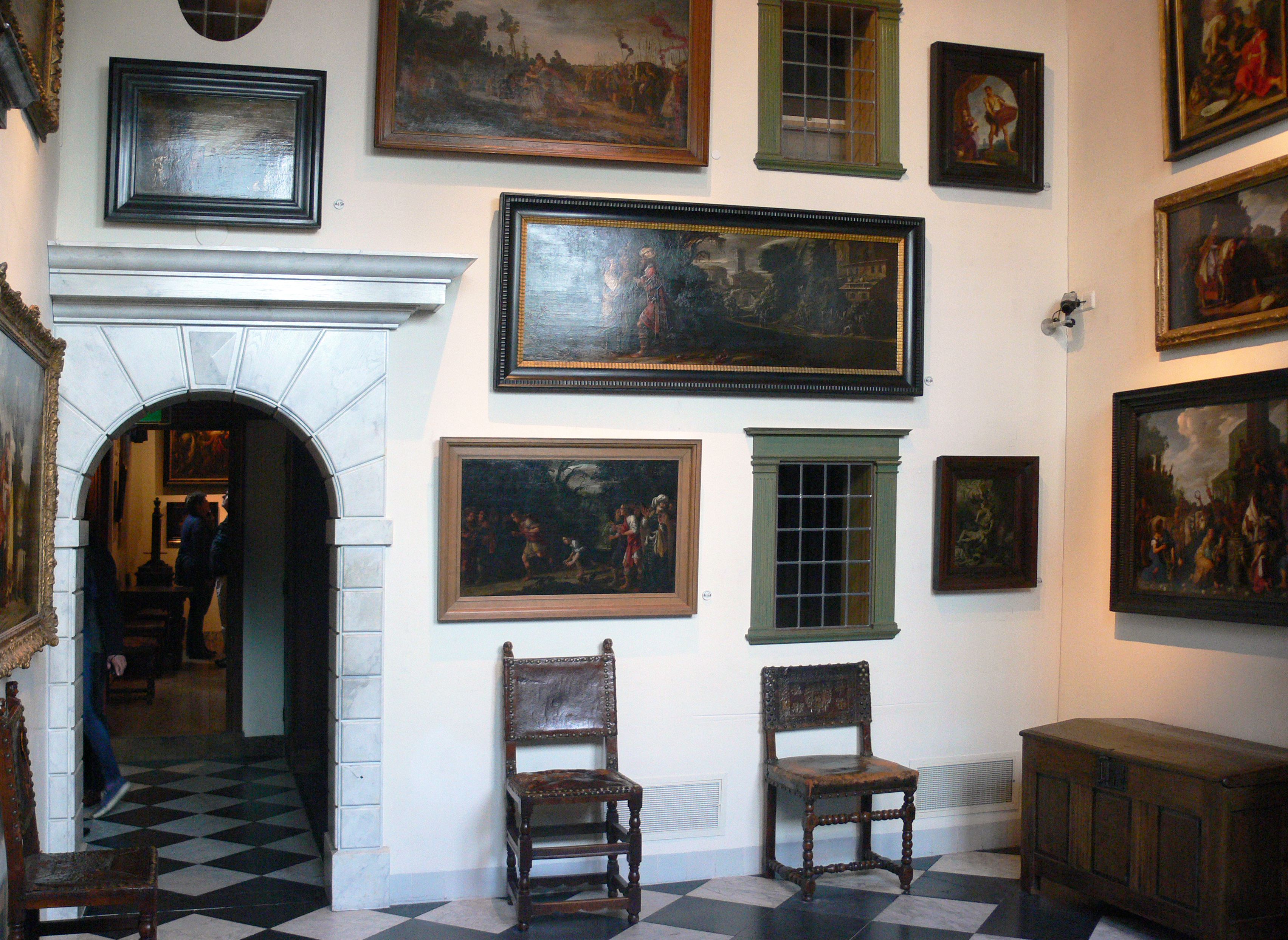
Förrummet.
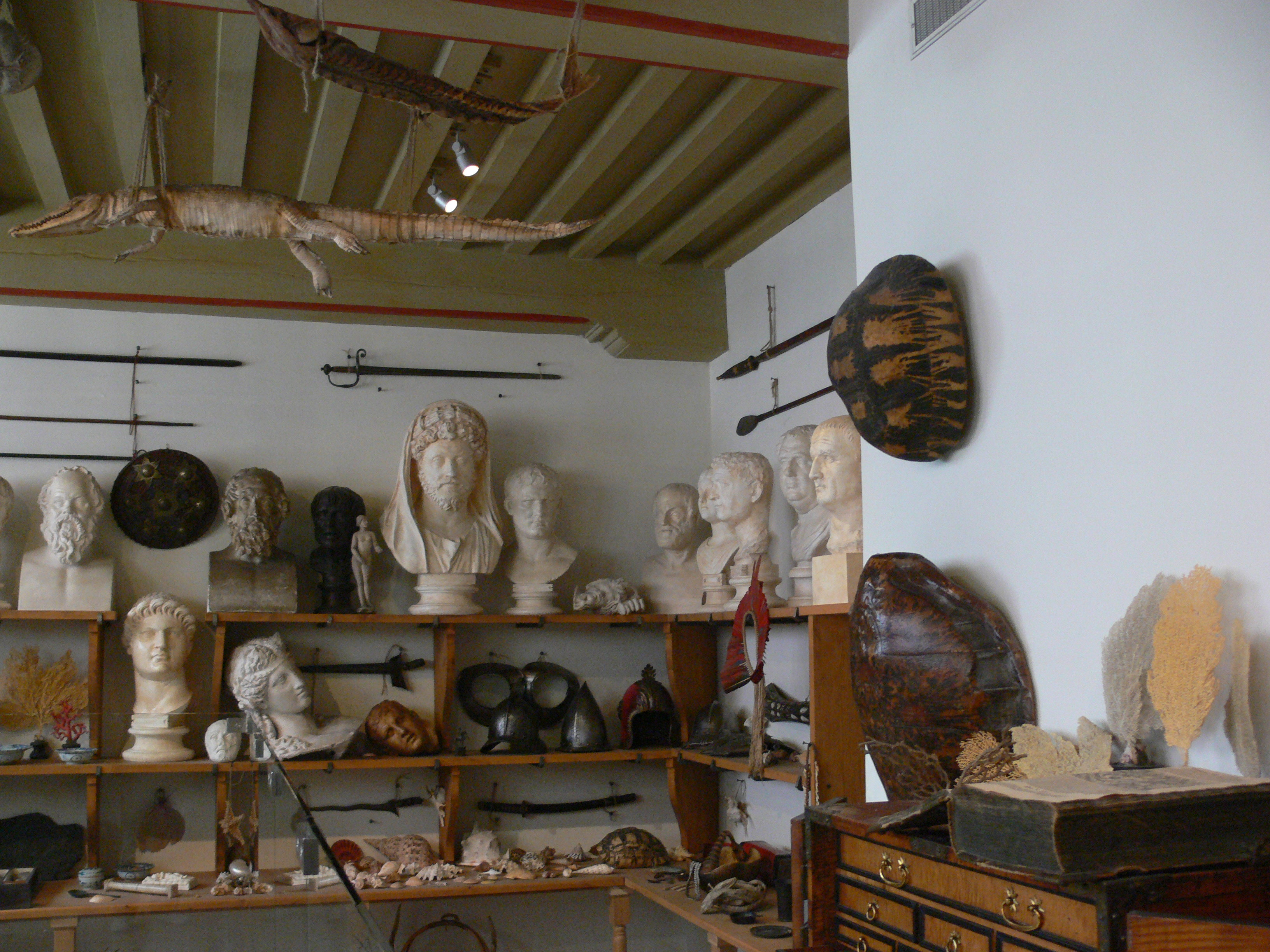
Rembrandts kuriosakabinett.
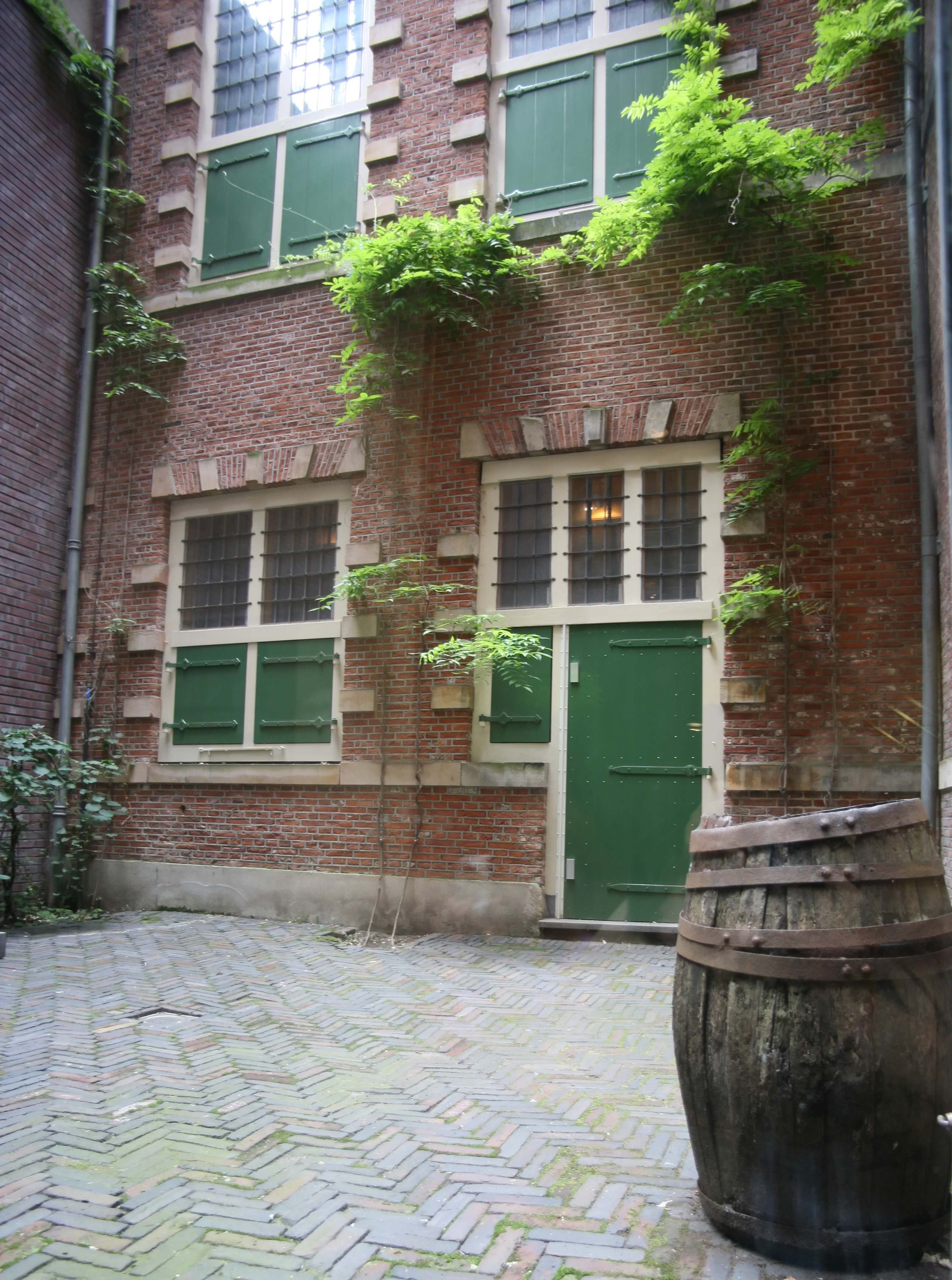
Huset från gårdssidan.